# 394 Arduina
394 Arduina је астероид главног астероидног појаса са пречником од приближно 31,32 km.
Афел астероида је на удаљености од 3,391 астрономских јединица (АЈ) од Сунца, а перихел на 2,130 АЈ.
Ексцентрицитет орбите износи 0,228, инклинација (нагиб) орбите у односу на раван еклиптике 6,220 степени, а орбитални период износи 1675,819 дана (4,588 године).
Апсолутна магнитуда астероида је 9,66 а геометријски албедо 0,246.
Астероид је откривен 19. новембра 1894. године.